# Bill Foulkes
William Anthony Foulkes (Saint Helens, Merseyside, 5 de enero de 1932 − 25 de noviembre de 2013) fue un jugador y entrenador de fútbol británico que jugaba en la demarcación de defensa. Destacó por ser el cuarto jugador de mayor trayectoria en el Manchester United, con 688 partidos en 18 temporadas, solo superado por Ryan Giggs, Bobby Charlton y Paul Scholes.

## Biografía
Se incorporó al United como jugador amateur en marzo de 1950, y pasó a ser profesional en agosto de 1951 después de dejar su trabajo como minero en Lea Green Colliery. Debutó con el United a mediados de la campaña 1952/53 en la posición de defensa derecho, para luego pasar a su posición favorita de mediocampista central. El cambio le favoreció, ya que prefería el juego sencillo, pasando el balón enseguida a otros compañeros más hábiles. Fue un defensa de corte clásico, y durante sus casi dos décadas de trayectoria fue casi siempre titular con Sir Matt Busby.
Sobrevivió al accidente aéreo de Múnich, en el que murieron muchos de sus compañeros, y con él como capitán su equipo jugó y perdió la final de la Copa de la FA de 1958 ante los Bolton Wanderers. Foulkes ganó medallas del campeonato de la Primera División en 1956, 1957, 1965 y 1967, y sí logró la victoria en la final de la Copa de la FA de 1963. También consiguió la Copa de Europa de 1968. Solo fue seleccionado con Inglaterra una vez, contra Irlanda del Norte en octubre de 1954.
Además de destacar en la faceta defensiva, también anotó algunos goles cruciales mediante disparos exteriores, destacando en particular su gol contra el Real Madrid en el Bernabéu en 1968, que ayudó a su equipo a llegar a la final de la Copa de Europa.
Foulkes se retiró en junio de 1970, y tras unos años realizando labores técnicas y deportivas en el club, trabajó como entrenador en equipos de Estados Unidos, Noruega y Japón. Muere el 25 de noviembre de 2013 a los 81 años de edad.

## Carrera

### Como jugador
| Club              | País       | Año         | Partidos | Goles |
| ----------------- | ---------- | ----------- | -------- | ----- |
| Manchester United | Inglaterra | 1951 - 1970 | 688      | 9     |

### Como entrenador
| Club                 | País           | Año         |
| -------------------- | -------------- | ----------- |
| Chicago Sting        | Estados Unidos | 1975 - 1977 |
| Tulsa Roughnecks     | Estados Unidos | 1978 - 1979 |
| San Jose Earthquakes | Estados Unidos | 1980        |
| Bryne FK             | Noruega        | 1981        |
| Steinkjer FK         | Noruega        | 1982        |
| Lillestrøm SK        | Noruega        | 1983 - 1984 |
| Viking FK            | Noruega        | 1985        |
| Mazda                | Japón          | 1988 - 1991 |

## Palmarés
Manchester United:
- Football League First Division: 1955-56, 1956-57, 1964-65, 1966-67.
- FA Cup: 1962-63.
- Copa de Europa: 1967-68.
- Community Shield: 1956, 1957, 1965, 1967.